# Зелениково (община)
Община Зелениково (мак. Општина Зелениково) — община в Північній Македонії. Адміністративний центр — село Зелениково. Розташована в центрі  Македонії, Скопський статистично-економічний регіон, з населенням 4 077 мешканців, які проживають на площі 176,95 км². Община межує зі столицею країни.